# Việt Nam Quốc dân Đảng
Việt Nam Quốc Dân Đảng (VNQDĐ; chữ Hán: 越南國民黨), gọi tắt là Việt Quốc, là một đảng chính trị dân tộc và xã hội chủ nghĩa dân chủ chủ trương tìm kiếm độc lập khỏi thực dân Pháp tại Việt Nam vào đầu thế kỷ 20. Nó được khởi xướng bởi một nhóm những nhà cách mạng trẻ tại Hà Nội, những người bắt đầu xuất bản tài liệu cách mạng vào giữa những năm 1920. Năm 1927, sau khi nhà xuất bản bị đóng cửa do sự quấy rối và kiểm duyệt của Pháp, Việt Nam Quốc dân Đảng được thành lập dưới sự lãnh đạo của Nguyễn Thái Học bằng cách mô phỏng theo Trung Quốc Quốc dân Đảng của Chính phủ Quốc dân (ba ký tự giống nhau trong chữ Hán: 國民黨). Việt Nam Quốc dân Đảng thu hút được một lượng người theo đảng ở miền Bắc, đặc biệt là giáo viên và trí thức. Đảng ít thành công hơn với nông dân và công nhân. Đảng được tổ chức thành các tiểu tổ nhỏ.
Từ năm 1928, Việt Nam Quốc dân Đảng thu hút sự chú ý bằng cách thực hiện các vụ ám sát các quan chức Pháp và những người Việt Nam bị cho là phản bội. Một sự kiện quan trọng xảy ra vào tháng 2 năm 1929 với vụ ám sát Bazin khi một tuyển dụng lao động người Pháp bị ám sát. Tuy chưa có kết quả điều tra rõ ràng về các kẻ thực hiện, chính quyền thuộc địa Pháp đã buộc tội cho Việt Nam Quốc dân Đảng. Khoảng 300 đến 400 thành viên của tổ chức, trong số 1.500 thành viên bị bắt giữ trong chiến dịch truy quét. Nhiều nhà lãnh đạo cũng bị bắt giữ, nhưng Nguyễn Thái Học đã trốn thoát.

## Thành lập
Vào thập niên 1920, dưới sự thống trị và đàn áp của thực dân Pháp với phong trào chống Pháp, Nguyễn Thái Học, một sinh viên trường Cao đẳng Thương mại Hà Nội, đã cùng một số người Việt yêu nước khác như Nhượng Tống, Phạm Tuấn Tài, Phạm Tuấn Lâm, Hồ Văn Mịch, Phó Đức Chính, Nguyễn Ngọc Sơn, Lê Văn Phúc... bí mật thành lập tổ chức đấu tranh cách mạng nhằm đánh đuổi thực dân giành độc lập và tự do cho dân tộc.
Hạt nhân đầu tiên là Nam Đồng Thư xã, 1 nhà xuất bản tiến bộ do Phạm Tuấn Tài, Nhượng Tống, và Phạm Tuấn Lâm thành lập vào cuối năm 1925. Thư xã ở số 6 đường 96, bờ hồ Trúc Bạch, gần đối diện với chùa Châu Long. Do ảnh hưởng của phong trào dân tộc dân chủ ở Trung Quốc, chủ nghĩa Tam Dân của Tôn Trung Sơn (sáng lập viên của Trung Hoa Quốc Dân Đảng), nên vào đêm 24 rạng ngày 25 tháng 12 năm 1926 (có tài liệu nói là 25 tháng 9), những thành viên của Thư xã cùng một số nhà ái quốc, đa số từ Thanh Hóa trở ra, đã tổ chức đại hội bí mật tại nhà số 9, đường 96, phố Trúc Bạch, Hà Nội thành lập đảng cách mạng, đặt tên là Việt Nam Quốc dân Đảng. Mục tiêu của Đảng là:
Làm một cuộc cách mạng quốc gia, dùng vũ lực đánh đổ chế độ thực dân phong kiến, để lập nên một nước Việt Nam Độc lập Cộng hòa. Đồng thời giúp đỡ các dân tộc bị áp bức trong công cuộc tranh đấu giành độc lập của họ, đặc biệt là các nước lân cận: Ai Lao, Cao Miên.

## Tổ chức
Đại hội bầu ra ban lãnh đạo gồm:
- Nguyễn Thái Học: Chủ tịch Tổng bộ
- Nguyễn Thế Nghiệp: Phó Chủ tịch
- Phó Đức Chính: Trưởng ban Tổ chức
- Nhượng Tống: Trưởng ban Tuyên truyền
- Nguyễn Ngọc Sơn: Trưởng ban Ngoại giao
- Đặng Đình Điển: Trưởng ban Tài chánh
- Nguyễn Hữu Đạt: Trưởng ban Giám sát
- Tưởng Dân Bảo: Trưởng ban Trinh sát
- Hoàng Văn Tùng: Trưởng ban Ám sát

Riêng Ban Binh vụ khuyết.
Đảng được tổ chức với 3 đảng viên trở lên làm một "tổ". Mười chín đảng viên trở lên thì làm một "chi bộ". Cao hơn chi bộ là "xã bộ", "huyện bộ" rồi cuối cùng là "tổng bộ" ở cấp quốc gia. Mỗi chi bộ có ít nhất bốn tiểu ban: tuyên truyền, tổ chức, tài chánh và tình báo.
Sau khi thành lập, Việt Nam Quốc dân Đảng đẩy mạnh công tác xây dựng và phát triển cơ sở trong các tầng lớp dân chúng trên cả nước, nhất là ở Bắc Kỳ và Nam Kỳ. Đảng đã liên lạc và sáp nhập thêm tổ chức Việt Nam Dân Quốc ở Bắc Giang do Nguyễn Khắc Nhu đứng đầu. Gia nhập Việt Nam Quốc dân Đảng còn có thêm các nhóm nhân sĩ và trí thức yêu nước ở Bắc Ninh do Nguyễn Thế Nghiệp tổ chức, nhóm khác ở Thanh Hóa do Hoàng Văn Đào đứng đầu, một nhóm ở Thái Bình do Hà Đình Điển tổ chức, và một nhóm ở Sài Gòn do Trần Huy Liệu lãnh đạo. Cơ sở tổ chức của Việt Nam Quốc dân Đảng phát triển tương đối nhanh. Chỉ trong 2 năm, năm 1928 và đầu năm 1929, họ đã bí mật kết nạp hàng nghìn đảng viên bao gồm các thành phần trí thức, nông dân, địa chủ, thương gia, công chức, sinh viên, học sinh, công nhân, và binh lính người Việt yêu nước trong quân đội Pháp. Việt Nam Quốc dân Đảng cũng cử người liên lạc với Hội Việt Nam Cách mạng Thanh niên và Tân Việt Cách mạng Đảng để bàn thảo việc thống nhất về tổ chức và phối hợp hoạt động trong công cuộc giải phóng dân tộc, nhưng bất thành, do bất đồng trong quan điểm thực hiện. Mặc dù hoạt động bí mật, nhưng việc phát triển nhanh chóng trong thời gian ngắn đã khiến Việt Nam Quốc dân Đảng không thể tránh khỏi sơ suất và sự theo dõi của chính quyền thuộc địa, vì vậy, Pháp đã thành công cài người của họ vào tổ chức này. Mãi đến ngày 2 tháng 7 năm 1929, cả nước mới biết đến Việt Nam Quốc dân Đảng sau khi báo chí loan tin chính quyền thuộc địa sắp xét xử một số đảng viên của họ.

## Lịch sử

### Giai đoạn 1927-1930
- Ám sát Bazin: Bazin là tay thực dân chuyên dụ dỗ, tuyển mộ dân nghèo tại Bắc Kỳ và Bắc Trung Kỳ đi làm phu cho các đồn điền cao su tại Nam Kỳ, Miên, Lào, nơi những người phu này bị đối xử như nô lệ. Mặc dù không được Nguyễn Thái Học và Tổng Bộ chấp thuận, ngày 9 tháng 2 năm 1929, ba đảng viên của Việt Nam Quốc dân Đảng là Nguyễn Văn Viên, Nguyễn Văn Lân và Nguyễn Đức Lung đã ám sát Bazin tại Chợ Hôm, Hà Nội. Nhân sự kiện này, Pháp khởi sự đàn áp khắp nơi nhằm tiêu diệt tiềm lực đang lớn mạnh của Việt Nam Quốc dân Đảng. Từ đó, lực lượng của Đảng này bị tổn thất nặng nề và hoàn toàn rơi vào thế bị động. Các lãnh tụ buộc phải tiến hành khởi nghĩa 8 tháng sau đó để tránh cho các cơ sở đang gặp nguy cơ bị tiêu diệt hoặc tan rã.

Hiệu kỳ nghĩa quân Yên Bái

- Khởi nghĩa Yên Bái: Trước tình hình trong hàng ngũ đảng có phản bội, công việc chuẩn bị khởi nghĩa bị bại lộ, thực dân Pháp càn quét các khắp nơi, nhiều đảng viên bị bắt. Do vậy, mặc dù không tin chắc vào thắng lợi, nhưng để tránh bị tiêu diệt, vào ngày 10 tháng 2 năm 1930 Việt Nam Quốc dân Đảng tổ chức cuộc tổng khởi nghĩa tại nhiều nơi ở miền Bắc Việt Nam như Yên Bái, Lâm Thao, Hưng Hóa, Hà Nội, Đáp Cầu, Phả Lại, Kiến An, Phụ Dực, Vĩnh Bảo, Thái Bình,... Tuy nhiên, do tin tức bị lộ, nên cuộc tổng khởi nghĩa chỉ xảy ở Yên Bái, Hưng Hóa, Lâm Thao, Phụ Dực, Vĩnh Bảo. Mặt khác, vì do thiếu vũ khí và phương tiện liên lạc yếu kém, nên lực lượng khởi nghĩa không cố thủ được lâu dài ở các nơi họ đã đánh chiếm.

Ngày 20 tháng 2 năm 1930, Nguyễn Thái Học bị bắt tại làng Cổ Vịt, gần đồn Chi Ngại, tỉnh Hải Dương. Ông và 12 đảng viên Việt Nam Quốc dân Đảng bị Pháp áp giải từ ngục thất Hỏa Lò ở Hà Nội lên Yên Bái bằng xe lửa chiều ngày 16 tháng 6 năm 1930 để chém đầu. Lúc 5 giờ 35 sáng ngày 17 tháng 6 năm 1930 tại pháp trường Yên Bái, Nguyễn Thái Học cùng 12 liệt sĩ khác là: 
- Phó Đức Chính
- Bùi Tư Toàn
- Bùi Văn Chuẩn
- Nguyễn An
- Hà Văn Lạo
- Đào Văn Nhít
- Ngô Văn Du
- Nguyễn Đức Thịnh
- Nguyễn Văn Tiềm
- Đỗ Văn Sứ
- Bùi Văn Cửu
- Nguyễn Như Liên

đã bình thản bước lên đoạn đầu đài. Trước khi bị chặt đầu, mọi người đã hô to "Việt Nam vạn tuế". Hiện nay, khu di tích mộ Nguyễn Thái Học và các đồng chí nằm ngay tại thị xã Yên Bái , được Nhà nước Việt Nam xếp hạng di tích lịch sử văn hóa. Nguyễn Thị Giang tức Cô Giang, đồng chí và là hôn thê của Nguyễn Thái Học, cũng tuẫn tiết tại làng Thổ Tang sau đó 1 ngày. Sau cuộc khởi nghĩa, Pháp tiếp tục truy lùng, bắt bớ, xử tử, bỏ tù khổ sai và lưu đày biệt xứ nhiều đảng viên khác. Một số đảng viên lánh sang Trung Quốc tiếp tục hoạt động và gây dựng cơ sở. Riêng Nhượng Tống thì không tham gia cuộc khởi nghĩa vì ông bị bắt và bị đầy ra Côn Đảo từ năm 1929, mãi đến năm 1936 mới được thả về.

### Giai đoạn 1931–1945
Sau khi Khởi nghĩa Yên Bái thất bại, nhiều đảng viên trốn thoát đã cố gắng xây dựng lại lực lượng. Tuy nhiên, lực lượng của Việt Nam Quốc dân Đảng quốc nội bị phân hóa thành rất nhiều nhóm, trong đó có 2 nhóm lớn nhất là: 
- Nhóm Hà Nội (Tân Việt Nam Quốc dân Đảng) với lãnh tụ Nguyễn Thế Nghiệp, Ngô Thúc Địch, Nhượng Tống.
- Nhóm Quảng Nam với lãnh tụ Phan Khôi, Phan Kích Nam.

Một số khác như Trần Huy Liệu, Nguyễn Bình li khai, hợp tác với Việt Minh hoặc xây dựng lực lượng riêng.
Số đảng viên ở Trung Quốc cũng bị phân hóa thành nhiều nhóm, trong đó, 2 nhóm lớn nhất là:
- Nhóm Quảng Châu với lãnh tụ Lệnh Trạch Dân và Vũ Hải Thu, về sau thành lập Việt Nam Cách mệnh Đảng (tức Đảng Cách mệnh An Nam), sau đó đổi tên là Việt Nam Quốc dân Cách mệnh Đảng (tức Đảng Quốc gia Cách mệnh An Nam).
- Nhóm Vân Nam với lãnh tụ Lê Phú Hiệp và Nguyễn Thế Nghiệp. Nhóm chủ trương bạo lực vũ trang để gây thanh thế, thành lập "Trung – Việt Cách mệnh Liên quân" (tức "Liên minh cách mệnh Trung Hoa – An Nam") làm lực lượng quân sự.

Được sự hỗ trợ và khuyến khích của Trung Hoa Quốc Dân Đảng, từ 15 đến 24 tháng 7 năm 1932, tại Nam Kinh, các nhóm hải ngoại đã họp hội nghị hợp nhất, thành lập một tổ chức chung mang tên Việt Nam Quốc dân Đảng Hải ngoại Biện sự xứ (Bureau d'Outre – Mer du Việt Nam Quốc dân Đảng), còn gọi là Hải ngoại bộ, với thành phần lãnh đạo ban đầu gồm: Vy Đăng Tường (nhóm Quảng Châu) làm Chủ nhiệm, Trưởng ban Tổ chức; Đào Chủ Khải (nhóm Vân Nam) làm Bí thư, Trưởng ban tuyên truyền giáo dục; Nghiêm Xuân Chí (Quảng Châu) làm Thủ quỹ, Trưởng ban kinh tài và trinh thám; Vũ Tiến Lữ (Vân Nam), Trần Ngọc Tuân (Vân Nam), Vũ Văn Giản tức Vũ Hồng Khanh (Vân Nam) và Vũ Bá Biền (nhóm Đông Hưng) làm ủy viên.
Bấy giờ, tinh thần của cuộc khởi nghĩa Yên Bái cũng đã làm dấy lên mạnh mẽ phong trào đấu tranh theo chủ nghĩa Tam Dân. Hàng loạt các đảng phái Quốc dân ra đời, mạnh nhất là Việt Nam Cách mệnh Đồng minh Hội do Nguyễn Hải Thần sáng lập năm 1942, Đại Việt Quốc dân đảng do Trương Tử Anh sáng lập 1939, Đại Việt Dân chính Đảng do Nguyễn Tường Tam sáng lập năm 1938. Một lần nữa, Chính phủ Trung Hoa Quốc Dân Đảng đã khuyến cáo và hỗ trợ cho các đảng phái Quốc dân liên minh với nhau để tạo lợi thế chính trị sau này.
Tháng 5 năm 1945, tại Trùng Khánh (Trung Quốc), Việt Nam Quốc dân Đảng liên minh với Đại Việt Quốc dân Đảng (lãnh tụ Trương Tử Anh) và Đại Việt Dân Chính đảng (lãnh tụ Nguyễn Tường Tam) thành một tổ chức mới, ở trong nước thì lấy tên là Đại Việt Quốc dân đảng, còn ở Trung Quốc thì lấy tên là Quốc dân Đảng Việt Nam, tránh dùng danh xưng Đại Việt vì lý do tế nhị trong giao tế với bạn đồng minh Trung Hoa. Sau đó các đại biểu của 3 đảng kết hợp trong tổ chức mới lên Trùng Khánh gặp Bí thư Trưởng Trung Hoa Quốc Dân Đảng Ngô Thiết Thành, yết kiến Ủy viên trưởng Chính phủ Trung Hoa Dân Quốc Tưởng Giới Thạch, và dự lễ liên hoan do Quốc dân Đảng Trung Quốc tổ chức chào mừng Quốc dân Đảng Việt Nam.
Lực lượng Việt Nam Quốc dân Đảng (Việt Quốc) bao gồm những đơn vị vượt biên giới Trung Quốc tiến vào Việt Nam cùng quân đội Trung Hoa Dân quốc, các chi bộ đảng tại Công ty Đường sắt Đông Dương, Sở Bưu điện và Viện Đại học Đông Dương, các đảng viên Việt Quốc mới ra tù và các thành viên Đại Việt đang muốn liên kết với Việt Quốc. Lãnh đạo Đảng Cộng sản Đông Dương đánh giá Việt Quốc còn cao hơn Việt Cách, Đại Việt, những người Trotskyist hay các đảng phái khác.

### Giai đoạn 1945–1946
Năm 1945, lực lượng quân sự Việt Nam Quốc dân Đảng (Việt Quốc) và Việt Nam Cách mệnh Đồng minh hội (Việt Cách) dưới sự hỗ trợ của quân đội Trung Hoa trở về Việt Nam. Việt Quốc đã đánh chiếm Lào Cai và cướp chính quyền ở Sa Pa.
Đầu tháng 9/1945, Vũ Hồng Khanh, người đứng đầu Việt Quốc, sau nhiều lần bị Trung Quốc cản trở từ Vân Nam, Trung Quốc về đến Hà Nội ngày 20/10/1945. Trong khi ông vắng mặt, một nhóm đảng viên Việt Quốc sẵn sàng hợp tác với Việt Minh đã thành lập một ủy ban nhằm tái cơ cấu lại Việt Quốc. Vũ Hồng Khanh làm ngơ việc này. Nguyễn Tường Tam ở lại Trung Quốc trong suốt năm 1945 để vận động Trung Quốc và Mỹ ủng hộ nền độc lập của Việt Nam nhưng không thành công. Vì vậy tài năng báo chí của Tam không được sử dụng.
Việt Quốc đã bắt mối mua chuộc Quốc Chung (thư ký của tướng Đàm Quang Trung, chỉ huy vệ quốc đoàn) để nhận nhiệm vụ ám sát Hồ Chí Minh, nhưng kế hoạch này đã bị phát hiện ra và ông Đàm Trung đích thân bắt Quốc Chung tại cơ quan, khi đang mang trong người hai khẩu súng dùng để thực hiện ám sát. Ban ám sát của Việt Quốc là "Hùm xám" đã giao cho Nghiêm Xuân Chi – một sát thủ chuyên nghiệp - nhiệm vụ ám sát Hồ Chí Minh, Võ Nguyên Giáp, Nguyễn Lương Bằng tại số 8 phố Lý Thái Tổ, nhưng Chi bị bắt tại nhà hàng Thủy Tạ khi đang phục kích để hành động. Sau đó Hồ Chí Minh ít trở về số 8 Vua Lê nữa mà chuyển về ở tại một ngôi nhà nhỏ sát đê Bưởi, cách dốc Cống Vị khoảng 300 mét để tránh bị ám sát.
Việt Quốc xuất bản Báo Việt Nam ra số đầu tiên ngày 15/11/1945. Trên trang nhất của số đầu tiên báo Việt Nam có bài viết tuyên bố Việt Quốc kế thừa sự nghiệp cách mạng của Nguyễn Thái Học và các đồng chí của ông hy sinh năm 1930 đồng thời cáo buộc Hồ Chí Minh quay lưng với Mặt trận thống nhất (1942-1945) bằng cách đơn phương giành chính quyền vào tháng 8/1945. Bài báo cho rằng Việt Quốc hoàn toàn có thể lật đổ chính phủ Việt Nam Dân chủ Cộng hòa nhưng vì lợi ích quốc gia nên họ không làm. Bài báo cũng cho rằng Việt Minh đang theo đuổi một chính sách sai lầm, thiếu hiệu quả, vì theo chủ nghĩa cực đoan nên đánh mất bạn bè quốc tế, khủng bố các đảng phái cách mạng khác, không xử lý nổi các vấn đề kinh tế và hoàn toàn thụ động trước việc Pháp đổ bộ vào miền Nam. Việt Quốc kêu gọi các đảng phái gạt bỏ bất đồng để thành lập Chính phủ liên hiệp lãnh đạo nhân dân giành độc lập, kêu gọi các thành viên Việt Minh hãy nhận thức rằng lãnh đạo của họ đang đưa đất nước đến thảm họa và sử dụng họ vào các mục tiêu quyền lực tham lam, ích kỷ. Trong 6 tuần sau, Báo Việt Nam hiếm khi sử dụng cụm từ Việt Nam Dân chủ Cộng hòa, nếu có dùng thì cũng để trong ngoặc kép đồng thời không thừa nhận quốc kỳ và quốc ca của Việt Nam Dân chủ Cộng hòa. Họ buộc tội Hồ Chí Minh là độc tài, Việt Minh là băng đảng phát xít của Hồ Chí Minh và vẽ một số tranh biếm họa chỉ trích Hồ Chí Minh. Họ cũng tố cáo Tổng bộ Việt Minh lừa bịp, tống tiền, bắt cóc đối thủ và tổ chức các cuộc tấn công vũ trang vào văn phòng Việt Quốc. Họ cũng chỉ trích Báo Cứu quốc của Việt Minh. Báo Việt Nam rất ít nói về Việt Nam Dân chủ Cộng hòa ngoại trừ thường xuyên lên án lực lượng an ninh và Bộ Tuyên truyền. Báo Việt Nam lưu hành rộng rãi tại các tỉnh với sự giúp đỡ của các đảng viên Việt Quốc và các cảm tình viên ở Sở Bưu điện và Công ty Đường sắt Đông Dương. Các chính quyền địa phương thường xuyên tịch thu Báo Việt Nam và bắt giữ những người đọc báo này.
Theo tài liệu của tổ chức Việt quốc, trong giai đoạn 1945 -1946: Tại miền Bắc và Trung Việt, Việt Nam Quốc dân Đảng thành lập các chiến khu:
- Đệ Nhất Chiến Khu gồm các tỉnh Hải Dương, Kiến An, Hải Phòng, Quảng Yên, Hòn Gai và Móng Cái
- Đệ Nhị Chiến Khu gồm các tỉnh Bắc Ninh, Bắc Giang, Lạng Sơn, và bộ Tư lệnh tại Đáp Cầu.
- Đệ Tam Chiến Khu là "địa bàn chủ lực" của Việt Nam Quốc dân Đảng, bao gồm một vùng rộng lớn từ Trung du đến Thượng du Bắc Việt và chia thành nhiều chiến khu quan trọng: chiến khu Hà Giang, Vĩnh Yên, Yên Bái, Phú Thọ, Việt Trì, Lào Cai.
- Đệ Tứ Chiến Khu gồm các tỉnh Hưng Yên và Thái Bình.
- Đệ Ngũ Chiến Khu gồm các tỉnh Hà Nam, Nam Định và Ninh Bình. Chiến Khu này, trong đó có Phân Khu Phát Diệm thuộc Giáo Khu Phát Diệm dưới sự lãnh đạo của Bạch Vân, phụ tá bởi Phạm Quốc Trỵ, hoạt động đến cuối năm 1949.
- Đệ Lục Chiến Khu gồm tỉnh Thanh Hóa.
- Đệ Thất Chiến Khu gồm các tỉnh miền Trung: Quảng Bình, Quảng Trị, Thừa Thiên, Đà Nẵng, Quảng Ngãi, Bình Định, Phú Yên, Khánh Hòa, Phan Rang, và Bình Thuận.

Tại mỗi chiến khu, Quốc Dân Quân được tổ chức thành đội ngũ "lên tới cấp sư đoàn vào năm 46". Quốc Dân Quân thời đó cũng kiểm soát các tỉnh dọc biên giới như Cao Bằng, Lạng Sơn, Lai Châu, Móng Cáy, "với sự hậu thuẫn của các sắc dân thiểu số địa phương như Nùng, Tầy, Thái",...
Trong Nam, Nguyễn Hòa Hiệp thành lập Đệ Tam Sư đoàn Dân quân, qui tụ Việt Nam Quốc dân Đảng và một số đảng phái không theo chủ nghĩa cộng sản như Việt Nam Quốc gia Đảng, Huỳnh Long Đảng, Việt Nam Ái Quốc Đoàn, và một nhóm Phật giáo. Nguyễn Hòa Hiệp, cựu sĩ quan cấp tướng của quân đội Trung Hoa Dân Quốc, giữ chức Sư Đoàn Trưởng, mở các mặt trận chống Pháp tại miền Đông cho đến Tây Ninh và Gia Định. Sau đó, Nguyễn Hòa Hiệp rời bỏ kháng chiến hợp tác với Cộng hòa Tự trị Nam Kỳ.
Thời gian này Việt quốc bị kẹp giữa Việt Minh và thực dân Pháp. Việt Quốc vừa chống thực dân Pháp vừa đối đầu với Việt Minh. Tại Hà Nội, Việt Nam Quốc dân Đảng ra tuần báo Chính nghĩa và nhật báo Việt Nam.
Ngay sau khi Việt Minh giành chính quyền ngày 19/8/1945, Lê Khang dẫn đầu một nhóm Việt Quốc rời Hà Nội đến Vĩnh Yên nằm trên tuyến đường sắt Lào Cai - Hà Nội. Tại đây họ tổ chức một cuộc biểu tình của dân chúng để thuyết phục lực lượng Bảo an binh địa phương tham gia. Ngày 29/8/1945, hàng ngàn người ủng hộ Việt Minh thuộc 3 huyện lân cận tiếp cận căn cứ của Việt Quốc tại Vĩnh Yên kêu gọi Việt Quốc tham gia một cuộc diễu hành xuyên qua thị trấn. Khi bị từ chối, họ bắn thành viên Việt Quốc. Việt Quốc bắn trả khiến một số người chết đồng thời bắt giữ khoảng 150 người. Những người bị bắt được thả sau khi đã được tuyên truyền về Việt Quốc và thừa nhận mình bị lừa khi tham gia biểu tình. Sau đó, Việt Minh và Việt Quốc tiếp tục thảo luận về việc phóng thích những người còn bị Việt Quốc giam giữ, về việc tổ chức đàm phán và những đề xuất liên quan đến việc thành lập chính quyền liên hiệp ở địa phương. Trong khi hai bên thảo luận, Việt Minh cắt đứt nguồn cung cấp lương thực cho thị xã Vĩnh Yên khiến cuộc sống ngày càng khó khăn.
Ngày 18/9/1945, Hoàng Văn Đức, một thành viên quan trọng của Đảng Dân chủ Việt Nam cùng đại diện chính phủ Việt Nam Dân chủ Cộng hòa từ Hà Nội đến Vĩnh Yên thương lượng. Cuộc thương lượng không thành công, Lê Khang tấn công Phúc Yên nhưng thất bại. Các đơn vị quân đội Việt Nam Dân chủ Cộng hòa tấn công Vĩnh Yên nhưng không giành được thị xã này. Sau đó hai bên ngừng bắn trong vài tháng. Việt Quốc không tranh giành ảnh hưởng với Việt Minh ở vùng nông thôn ngoài việc chiếm giữ nông trại Tam Lộng tại Vĩnh Yên. Đầu tháng 12/1945, Việt Minh tấn công Tam Lộng nhưng bị đẩy lùi.
Tháng 9/1945, Việt Quốc thỏa thuận bí mật với đại úy Nguyễn Duy Viên theo đó đại đội lính khố đỏ của ông sẽ theo Việt Quốc. Tuy nhiên Việt Quốc nghi ngờ đại úy Viên là điệp viên hai mang của Pháp và sẽ điều động đơn vị của mình thủ tiêu đảng viên Việt Quốc ngay sau khi vượt biên giới về Việt Nam. Đầu tháng 11, Viên đến Hà Giang gặp các thành viên Việt Quốc tại đây. Những binh sĩ đào ngũ từ các đơn vị lính thuộc địa cũng đổ về Hà Giang giúp Viên có được một đội quân khoảng 400 người. Việt Quốc và Việt Minh tại Hà Giang mâu thuẫn nhau khiến Viên đến Hà Nội yêu cầu chính phủ cử đại diện đến thuyết phục mọi người cùng chống Pháp. Sau khi gặp Hồ Chí Minh, Viên trở về Hà Giang, cho quân bắt giữ các đảng viên Việt Quốc tại đây và xử bắn một số người trên một ngọn đồi gần thị xã. Tháng 4/1946, Việt Quốc cho người ám sát ông tại Hà Nội.
Ngày 19 tháng 11 năm 1945, tướng Tiêu Văn đứng ra tổ chức một cuộc hội nghị hòa giải có Việt Nam Quốc dân Đảng, Việt Nam Cách mạng Đồng minh Hội và Việt Minh tham gia. Sau khi bàn bạc, cả ba phái đều thỏa thuận thành lập một Chính phủ liên hiệp, quân đội các bên không dùng vũ lực giải quyết những vấn đề bất đồng, đồng thời chấm dứt việc công kích nhau trên báo chí. Ngày 24 tháng 11, đại biểu ba đảng trên lại gặp nhau và ký vào bản "Đoàn kết tinh thần". Kết quả là Việt Quốc có 50 ghế đại biểu Quốc hội không qua bầu cử và Nguyễn Tường Long, người của Việt Quốc được cử làm Thứ trưởng Bộ Quốc dân kinh tế trong Chính phủ liên hiệp lâm thời.
Tuy nhiên, sự liên hiệp này rất lỏng lẻo. Tháng 7 năm 1946, nhân vụ án phố Ôn Như Hầu (Hà Nội), Việt Minh tấn công lực lượng của Việt Nam Quốc dân Đảng, các lãnh tụ Nguyễn Hải Thần, Nguyễn Tường Tam, Vũ Hồng Khanh phải trốn sang Trung Hoa. Trương Tử Anh mất tích (có giả thuyết cho rằng ông bị bắt cóc và thủ tiêu). Khi Pháp tái chiếm Đông Dương thì lực lượng Quốc dân Đảng đã bị tan rã. Một số đảng viên VNQDD theo Việt Minh ủng hộ kháng chiến như Chu Bá Phượng, Trúc Khê, Phan Khôi...
Ngày 15 tháng 12 năm 1945, ở phố Jambert, khu Ngũ Xã (Hà Nội), thực hiện nghị quyết Trùng Khánh, Mặt trận Quốc dân Đảng Việt Nam gồm 3 đảng ra công khai, với tên gọi chung là Việt Nam Quốc dân Đảng, với Trương Tử Anh (Đại Việt Quốc dân đảng), làm Chủ tịch, Vũ Hồng Khanh (Việt Nam Quốc dân Đảng) làm Bí thư trưởng và Nguyễn Tường Tam (Đại Việt Dân chính Đảng) làm Tổng Thư ký. Phần chỉ huy tối cao bí mật có: Trương Tử Anh, Nguyễn Tiến Hỷ, Vũ Hồng Khanh, Nghiêm Kế Tổ và Nguyễn Tường Tam.
Ngày 20/1/1946, Nguyễn Tường Tam và Nghiêm Kế Tổ từ Trùng Khánh về Việt Nam thông báo về cuộc đàm phán Hoa - Pháp khiến nội bộ Việt Quốc tranh luận căng thẳng về hành động tiếp theo khi Trung Quốc rút quân khỏi miền Bắc Việt Nam. Ngày 10/2/1946, tại Hà Nội và Hải Phòng, Việt Quốc tổ chức lễ tưởng niệm cuộc nổi dậy năm 1930 ở Yên Bái. Tại Hải Phòng, cuộc tưởng niệm bị một số người phản đối vì không treo cờ đỏ sao vàng.
Ngày 24 tháng 2 năm 1946, tại Đại sứ quán Trung Hoa, dưới sự chủ trì của tướng Tiêu Văn, hội nghị giữa các đảng phái Việt Minh, Việt Quốc, Việt Cách, Đảng Dân chủ đã thống nhất về việc thành lập Chính phủ liên hiệp kháng chiến, Cố vấn đoàn và Kháng chiến Ủy viên hội. Việt Cách và Việt Quốc nắm 4 bộ (Ngoại giao, Kinh tế, Xã hội và Canh nông).
Ngày 2 tháng 3 năm 1946 Quốc hội họp, thảo luận và đã thành lập Chính phủ liên hiệp kháng chiến gồm 12 thành viên, trong đó Hồ Chí Minh (lãnh đạo Việt Minh) làm Chủ tịch, Nguyễn Hải Thần (lãnh tụ Việt Cách) làm Phó Chủ tịch; Nguyễn Tường Tam (Việt Quốc) giữ Bộ trưởng bộ Ngoại giao; Vũ Hồng Khanh là Phó Chủ tịch Kháng chiến uỷ viên hội và Chu Bá Phượng (Việt Quốc) đảm trách bộ Kinh tế.
Tháng 4/1946, Ủy ban Hành chính Bắc bộ ký thỏa thuận với đại diện Việt Quốc tại 4 thị xã nhằm thành lập Ủy ban Hành chính liên hiệp giữa 2 bên. Đầu tháng 5/1946, Ủy ban Hành chính Bắc bộ cảnh báo với Ủy ban tỉnh Bắc Giang cần linh hoạt với các thành viên Việt Quốc để duy trì sự đoàn kết đồng thời phải chuẩn bị kế hoạch dự phòng nhằm tránh các tình huống bất thường xảy ra. Tại Phú Thọ, tướng Vương của Trung Hoa Dân quốc làm trung gian để Việt Minh và Việt Quốc thảo luận việc thành lập chính quyền liên hiệp nhưng hai bên ngừng thảo luận và đấu súng với nhau tại chợ khiến dân chúng bị thiệt hại nên họ đã gửi kiến nghị lên Hồ Chí Minh phàn nàn cả hai bên bắt cóc nhiều con tin, khiến giao thương đình trệ và không bên nào lắng nghe những bậc cao niên ở địa phương. Tướng Vương phải ép hai bên ngừng bắn, cuộc ngừng bắn kéo dài được 4 tháng.
Tháng 5/1946, Trần Đăng Ninh, phụ trách an ninh của Việt Nam Dân chủ Cộng hòa, đến Vĩnh Yên với lý do thảo luận về công tác sửa chữa đê điều và bị Vũ Hồng Khanh bắt. Ninh và 2 người khác trốn thoát. Việc bắt giữ này trở thành lý do để đàn áp Việt Quốc. Vệ quốc quân bắt đầu tuần tra quanh nơi hoạt động của Việt Quốc. Ngày 20/5/1946, trong một cuộc đụng độ gần Phú Thọ, Việt Quốc bắt giữ và hành quyết một nhóm người ủng hộ Việt Minh, thả vài xác chết xuống sông Hồng để cảnh cáo.
Giữa tháng 5/1946, Bộ Nội vụ ra lệnh cho tất cả các cán bộ công chức đang làm việc tại 7 thị xã ở các tỉnh phía Tây và Tây Bắc Hà Nội sơ tán và tham gia vào các Ủy ban thay thế được thành lập ở các địa điểm mới. Những người không thực hiện lệnh này không còn là người của chính phủ.
Tháng 6/1946, khi quân đội Trung Quốc rút về Vân Nam, dân quân của Việt Minh cô lập các thị xã do Việt Quốc kiểm soát. Ngày 18/6/1946, Vệ quốc quân tấn công Phú Thọ và Việt Trì. Quốc dân quân của Việt Quốc ở Phú Thọ hết đạn sau 4 ngày và phải rút lui. Vũ Hồng Khanh chỉ huy 350 lính phòng thủ Việt Trì trong 9 ngày rồi rút lui về Yên Bái. Việt Quốc ở Vĩnh Yên do Đỗ Đình Đạo chỉ huy đàm phán với Việt Minh và đạt được thỏa thuận ngừng bắn trong 2 tháng. Đỗ Đình Đạo đồng ý sáp nhập lực lượng của ông vào Vệ quốc quân và thành lập Ủy ban Hành chính liên hiệp tại Vĩnh Yên. Lực lượng này được chia nhỏ đưa về các tiểu đoàn Vệ quốc quân tại nhiều nơi. Đỗ Đình Đạo được thuyên chuyển về Hà Nội. Trong suốt tháng 5 và tháng 6/1946, Báo Việt Nam của Việt Quốc tại Hà Nội khẩn thiết kêu gọi Việt Minh ngừng tấn công Việt Quốc.
Cuối tháng 6 tại Hà Nội, các thành viên Việt Quốc họp để thảo luận về việc có nên thừa nhận sự lãnh đạo của Việt Minh, rút lui về biên giới hay tổ chức đảo chính lật đổ chính phủ Việt Nam Dân chủ Cộng hòa. Trong khi đó, Trương Tử Anh, đảng trưởng Đại Việt Quốc dân Đảng là đồng minh của Việt Quốc, đang lên kế hoạch cho một cuộc đảo chính có thể bắt đầu bằng việc tấn công lính Pháp để gây rối loạn. Người Pháp lại có ý định diễu binh quanh hồ Hoàn Kiếm để kỷ niệm Quốc khánh Pháp (14/7/1789) khiến lực lượng an ninh Việt Nam Dân chủ Cộng hòa lo ngại sự kiện này có thể trở thành mục tiêu của các đảng phái đối lập với Việt Minh. Võ Nguyên Giáp hỏi ý kiến của chỉ huy quân Pháp tại Bắc Kỳ, đại tá Jean Crépin về thái độ của Pháp nếu Việt Nam Dân chủ Cộng hòa tăng cường trấn áp Việt Quốc và Việt Cách thì được ông này trả lời Pháp sẽ không can thiệp vào công việc nội bộ của Việt Nam Dân chủ Cộng hòa. Trường Chinh (Tổng Bí thư Đảng Cộng sản Đông Dương, khi đó rút vào hoạt động bí mật, chức danh công khai là Hội trưởng Hội nghiên cứu Chủ nghĩa Mác ở Đông Dương) được Nha Công an Trung ương báo cáo phát hiện được âm mưu của thực dân Pháp câu kết với Việt Nam Quốc dân Đảng đang chuẩn bị đảo chính Chính phủ Việt Nam Dân chủ Cộng hòa, chỉ đạo phải tập trung trấn áp Việt Nam Quốc dân Đảng, nhưng phải có đủ chứng cứ.
Sáng sớm ngày 12/7/1946, một tiểu đội công an do Lê Hữu Qua chỉ huy bao vây khám xét trụ sở của đảng Đại Việt tại số 132 Duvigneau, do nghi ngờ Đại Việt cấu kết với Pháp âm mưu tiến hành đảo chính lật đổ chính phủ Việt Nam Dân chủ Cộng hòa đúng vào ngày quốc khánh Pháp 14/7/1946 khiến lính canh và các đảng viên Đại Việt không kịp phản ứng. Khi thực hiện cuộc bao vây khám xét này, lực lượng công an chưa có chứng cứ cụ thể và chưa có lệnh của cấp trên nhưng vẫn tiến hành để các thành viên Đại Việt không có thời gian rút vào bí mật và tẩu tán truyền đơn, hiệu triệu lật đổ chính quyền. Tại trụ sở của Đại Việt, lực lượng công an đã tìm thấy nhiều truyền đơn, hiệu triệu chưa kịp tẩu tán cùng nhiều súng ống, lựu đạn. Công an cũng phát hiện một bản kế hoạch có chữ ký của Trương Tử Anh, theo đó Đại Việt sẽ quăng lựu đạn vào lính Pháp gốc Phi trong ngày diễu binh của quân đội Pháp, tiếp đó quân đội Đại Việt hoặc quân đội Pháp sẽ bắt giữ những lãnh đạo Đảng Cộng sản Đông Dương và Việt Nam Dân chủ Cộng hòa, cuối cùng Trương Tử Anh sẽ công bố thành lập chính phủ mới. Lê Giản, Giám đốc Nha Công an Bắc bộ, đưa tài liệu này cho Quyền chủ tịch nước Huỳnh Thúc Kháng. Ông này đọc rồi nói "Tiêu diệt chúng! Quét sạch toàn bộ! Lũ phản bội! Đồ chó má!". Tuy nhiên, tài liệu này là một bản dự thảo do Trương Tử Anh viết tay chỉ để sử dụng trong Đại Việt Quốc dân Đảng, không có văn bản chứng minh về sự thông đồng của Pháp với Đại Việt Quốc dân Đảng trong kế hoạch đảo chính ngày 14/7/1946 ngoài việc Sainteny tiếp tục muốn tổ chức diễu binh vào ngày đó. Lê Giản tìm Võ Nguyên Giáp và được Giáp chỉ thị tấn công tất cả các văn phòng của Việt Quốc ở Hà Nội và các tỉnh.
Sau đó, lúc 7h sáng ngày 12/7/1946, Việt Nam Công an vụ thực hiện phá vụ án phố Ôn Như Hầu. Chỉ đạo trực tiếp lực lượng công an phá vụ án này là các ông Lê Giản (Giám đốc Nha Công an Bắc bộ), Nguyễn Tuấn Thức (Giám đốc Công an Hà Nội) và Nguyễn Tạo (Trưởng nha Điệp báo Công an Trung ương). Lực lượng công an xung phong đã thực hiện khám xét các trụ sở Việt Nam Quốc dân Đảng (7 căn nhà) tại Hà Nội, bắt tại chỗ nhiều thành viên của Việt Nam Quốc dân Đảng cùng nhiều tang vật như truyền đơn, vũ khí, dụng cụ tra tấn, đồng thời phát hiện nhiều xác chết tại đó... Hơn 100 người bị bắt và một số người biến mất không dấu vết. Trong số các thành viên của Quốc dân Đảng bị bắt có một đại biểu Quốc hội Việt Nam khóa I là Phan Kích Nam. Theo điều tra của Nha công an, Việt Nam Quốc dân Đảng đang chuẩn bị những hành động khiêu khích rất nghiêm trọng. Dự định các thành viên của Việt Nam Quốc dân Đảng sẽ phục sẵn dọc đường quân Pháp diễu qua nhân ngày quốc khánh Pháp, bắn súng, ném lựu đạn để tạo ra những chuyện rắc rối giữa Pháp và Chính phủ, gây sự phá hoại hòa bình rồi tung truyền đơn hô hào lật đổ chính quyền và sau đó đứng ra bắt tay với Pháp.
Nhà nước sau đó thông báo sự việc với báo chí. Các cuộc tấn công được gọi tắt là "Vụ án phố Ôn Như Hầu". Các báo của Việt Minh và các đảng phái thân Việt Minh đều tường thuật vụ án này. Các báo đưa tin công an đã phá tan âm mưu chống chính phủ, đã bắt những kẻ tiến hành những vụ bắt cóc tống tiền, ám sát, bán nước, in truyền đơn chống chính phủ, làm bạc giả... Tuy nhiên Việt Quốc đã không bị kể tên trong một số bài báo.
Theo David G. Marr, nếu thật sự Pháp muốn đảo chính (họ đã cân nhắc và hoãn nhiều lần) thì không cần phải dựa vào Trương Tử Anh khơi ngòi, càng không cho Anh thành lập chính phủ. Công an cố tình lập lờ giữa Đại Việt Quốc Dân Đảng do Trương Tử Anh lãnh đạo và Việt Nam Quốc dân Đảng do Nguyễn Tưởng Tam và Vũ Hồng Khanh lãnh đạo khi nhắm vào tòa soạn Báo Việt Nam và các trụ sở khác của Việt Nam Quốc dân Đảng. Sau cuộc tấn công, có người trong chính quyền đã cố gắng hạn chế những lời lên án công khai Việt Quốc để tuyên truyền về Mặt trận Thống nhất. Việt Quốc trên danh nghĩa vẫn nằm trong mặt trận. Ngoại trừ một vài đảng viên Việt Quốc hợp tác với Việt Minh, mọi công dân Việt Nam Dân chủ Cộng hòa từ đó trở đi đều sợ hãi khi bị cho là đảng viên Việt Quốc. Việt Quốc đồng nghĩa với tội phản quốc.
Ngày 20/7/1946, Ủy ban Hành chính Bắc Bộ dù không nhắc đến Việt Quốc đã thông báo đến các tỉnh rằng gần đây công an đã phát hiện được việc tống tiền, bắt cóc và làm tiền giả. Tất cả đều phải bị điều tra và truy tố. Ủy ban hướng dẫn các địa phương không để việc bắt bớ và giam giữ các phần tử phản động biến thành khủng bố. Các Ủy ban Hành chính địa phương giờ đã được chấp thuận cho việc bắt giữ các đảng viên Việt Quốc đã bị phát hiện hay còn tình nghi, tuy nhiên họ không săn lùng và hành quyết ngay lập tức. Trong những tháng sau đó, hàng ngàn người bị bắt, bị thẩm vấn. Hàng trăm người bị tống giam, bị đưa đến các trại cải tạo; hàng trăm người khác bị cách chức. Cán bộ phòng chính trị thuộc Sở Công an các tỉnh bắt những kẻ tình nghi, thẩm vấn, bắt ký vào lời khai, sau đó báo cáo lên chính quyền tỉnh là thả, xét xử hay biệt giam những người này. Từ cuối tháng 7/1946 cho đến cuối năm 1946, phần lớn những người bị công an giam giữ vì lý do chính trị đều bị xem là Việt Quốc. Công an tiếp tục thẩm vấn các đảng viên Việt Quốc về vụ bắt cóc một số đảng viên Đảng Cộng sản Đông Dương xảy ra vào cuối năm 1945.
Cuối tháng 7/1946, Báo Việt Nam bị đình bản nhưng Tuần báo Chính nghĩa vẫn tiếp tục xuất bản suốt 3 tháng sau. Báo chính nghĩa đăng một loạt bài xã luận lên án chủ nghĩa cộng sản và chủ nghĩa đế quốc Xô Viết đồng thời chỉ trích hệ thống Ủy ban Hành chính của Việt Nam Dân chủ Cộng hòa và việc chính phủ không thể thành lập hệ thống tư pháp độc lập, chính sách ngoại giao của Hồ Chí Minh cũng bị hoài nghi. Cuối tháng 10/1946, các bài xã luận và tin tức trong nước bị loại bỏ. Tới đầu tháng 12, Tuần báo Chính Nghĩa hoàn toàn bị vô hiệu hóa, không còn một tin tức hay bài viết nào đáng phải kiểm duyệt nữa.
Từ tháng 7/1946 đến tháng 11/1946, nhiều đại biểu quốc hội là đảng viên Việt Quốc bị bắt. Đại biểu Phan Kích Nam, đảng viên Việt Quốc, bị bắt trong vụ án phố Ôn Như Hầu, bị buộc tội bắt cóc, tống tiền và bị tống giam ngay lập tức. Đại biểu Nguyễn Đổng Lâm bị công an Hải Dương bắt và bị kiến nghị gửi đến trại biệt giam trong 2 năm với lý do "chính quyền địa phương sẽ gặp nhiều khó khăn nếu ông Lâm còn tự do ngoài vòng pháp luật". Trường hợp của Lâm được báo cáo lên Chủ tịch Ủy ban Thường vụ Quốc hội Nguyễn Văn Tố. Tố cùng Ủy ban Thường vụ Quốc hội ra lệnh thả Lâm. Ngày 21/8/1946, Nguyễn Đổng Lâm được thả. Tại các địa phương khác, các đại biểu quốc hội là đảng viên Việt Quốc cũng bị sách nhiễu hoặc bắt giữ. Đại biểu Trình Như Tấu gửi kháng nghị đến 5 cơ quan chính phủ khác nhau sau khi ông bị dân quân bao vây nhà riêng để yêu cầu bồi thường một máy đánh chữ không có thật và đe dọa dùng vũ lực nếu ông không tuân thủ. Trình Như Tấu yêu cầu được bảo vệ với tư cách nghị sĩ nhưng không được hồi đáp. Tại kỳ họp lần thứ hai của Quốc hội vào cuối tháng 10/1946, chưa tới 12 người trong số 50 đại biểu Quốc hội thuộc Quốc dân Đảng tham dự.
Sau khi rút lui về Yên Bái, Vũ Hồng Khanh nhận ra rằng nguồn cung cấp lương thực tại địa phương chỉ đủ nuôi sống lực lượng quân đội Việt Quốc chứ không đủ cung cấp cho những người ủng hộ Việt Quốc từ đồng bằng sông Hồng đến. Vệc tiếp tế từ Lào Cai gặp nhiều khó khăn vì Việt Minh đã phá hủy đường sắt. Tới tháng 11, Lào Cai bị Vệ Quốc quân bao vây và lương thực sắp hết. Vũ Hồng Khanh quyết định sơ tán sang Vân Nam và ra lệnh hành quyết 2 giảng viên học viện quân sự vì cố gắng dẫn học viên của họ quay trở lại đồng bằng. Tháng 10/1947, khi Pháp nhảy dù xuống Phú Thọ, có những tường thuật cho rằng công an Việt Nam Dân chủ Cộng hòa đã xử bắn hơn 100 tù nhân Việt Quốc.
Trong khi đó, một nhóm đảng viên cũ Việt Nam Quốc dân đảng lập Ủy ban Vận động cải tổ và ra Tuyên ngôn (tháng 9 năm 1946), cho rằng "Sau bao nhiêu năm im lìm, Việt Nam Quốc dân Đảng nay đã được sống lại trên đất nước Việt Nam,...nhưng tiếc rằng các đồng chí đã vì không nghiêm mật tổ chức, nên đã thu nhặt vào Đảng nhiều phần tử phức tạp, làm sai tôn chỉ của Đảng" và đề nghị "cần phải cải tổ ngay lại đảng", cho rằng "Việt Nam Quốc dân đảng cải tổ sẽ là bạn đồng hành đắc lực của tất cả các đảng phái chân chính cách mạng Việt Nam trên con đường tranh đấu chống kẻ thù chung là bọn thực dân phản động Pháp" Ông Nguyễn Văn Xuân, cựu đảng viên Việt Quốc từng tham gia khởi nghĩa Yên Bái đã đăng bài trên báo Độc lập của Đảng Dân chủ Việt Nam, về cải tổ Quốc dân Đảng, phê phán Vũ Hồng Khanh đã cùng Nguyễn Thế Nghiệp giết hại Việt kiều và tiêu tán tài sản của họ bên Vân Nam (Nguyễn Thế Nghiệp sau đầu hàng Pháp), còn Nguyễn Tường Tam, Nguyễn Tường Long, Khái Hưng... không tham gia một đảng phái nào cho đến năm 1941 bị Pháp bắt về vụ Đại Việt thân Nhật, trừ Nguyễn Tường Tam được Nhật giúp trốn ra nước ngoài, sau cuộc đảo chính 9 tháng 3 năm 1945 họ hợp tác với Nhật.

### Giai đoạn 1947-1954
Sau khi Pháp tái chiếm Đông Dương và Trương Tử Anh mất tích, sự thống nhất của Mặt trận Quốc dân Đảng bị tan vỡ, các đảng viên Đại Việt Quốc dân đảng trở lại hoạt động dưới danh nghĩa Đại Việt. Các lãnh tụ của Việt Nam Quốc dân Đảng cố gắng tái tổ chức lại lực lượng tại Trung Quốc và một số vùng do Pháp kiểm soát.
Ngày 17 tháng 2 năm 1947, Việt Nam Quốc dân Đảng tham gia Mặt trận Thống nhất Quốc gia Liên hiệp, chủ trương là chống chính quyền Việt Minh, ủng hộ Pháp thực hiện giải pháp Bảo Đại, thành lập chính phủ Quốc gia Việt Nam. Tuy nhiên, tháng 8 năm 1948, Hoàng Đạo qua đời tại Trung Quốc. Năm 1949 Nhượng Tống bị du kích Việt Minh ám sát vì tội danh hợp tác với Pháp tại Hà Nội. Từ đó, Việt Nam Quốc dân Đảng lại phân hóa thành nhiều nhóm khác nhau, chủ yếu là 3 nhóm là nhóm Vũ Hồng Khanh, nhóm Nguyễn Tường Tam, nhóm Nguyễn Hòa Hiệp (hệ phái miền Nam). Tuy nhiên, hoạt động cũng không còn thực lực như thời kỳ đầu nữa. Từ năm 1951, Nguyễn Tường Tam tuyên bố không tham gia hoạt động chính trị nữa và không thuộc bất kỳ đảng phái nào.
Cũng từ năm 1949, Đảng phân hóa thành 2 khuynh hướng: khuynh hướng ủng hộ hợp tác với Pháp và Bảo Đại để chống Việt Minh, đáng kể là Nghiêm Xuân Thiện (được phong làm tổng trấn Bắc Kỳ năm 1949), Trần Trung Dung (bộ trưởng Quốc phòng Đệ I Cộng Hòa, Nghị sĩ Đệ II Cộng Hòa), Vũ Hồng Khanh, Ngô Thúc Định, Trần Văn Tuyên. Còn lại số khác chống Bảo Đại vì quyết giữ lập trường chống Pháp, đáng kể là Xuân Tùng, Hoàng Văn Đào (tác giả quyển sử Việt Nam Quốc Dân Đảng), Nguyễn Văn Chấn, Lê Ngọc Chấn (sau là Bộ trưởng Quốc phòng Việt Nam Cộng Hòa).

### Giai đoạn 1955-1963
Sau 1954, theo Hiệp định Genève, các lực lượng Việt Nam Quốc dân Đảng đều di chuyển xuống miền Nam. Năm 1955, nổ ra cuộc tranh giành quyền lực giữa chính quyền Ngô Đình Diệm với các lực lượng đối lập, lực lượng Việt Nam Quốc dân Đảng bị chính quyền đàn áp, bắt giam nhiều lãnh tụ. Một số có lực lượng quân sự như nhóm Nguyễn Hòa Hiệp do liên hiệp với Hòa Hảo nên bị quân Ngô Đình Diệm tiêu diệt. Vũ Hồng Khanh bị bắt giam năm 1958 mãi đến năm 1963 khi Đệ Nhất Cộng hòa Việt Nam bị lật đổ ông mới được thả. Nguyễn Tường Tam cũng chuyển hướng đối lập với chính quyền, cùng đường lối với đảng Đại Việt.
Ngày 11 tháng 11 năm 1960, Đại tá Nguyễn Chánh Thi và Trung tá Vương Văn Đông chỉ huy cuộc đảo chính tại Sài Gòn. Lực lượng Việt Quốc và Đại Việt đối lập tham gia ủng hộ chính trị cho cuộc đảo chính. Do cuộc đảo chính thất bại, nhiều đảng viên bị bắt và cầm tù, chờ xét xử.
Ngày 26 tháng 2 năm 1962, 2 phi công Quân lực Việt Nam Cộng hòa là đảng viên Việt Quốc ném bom Dinh Độc Lập mưu sát Ngô Đình Diệm bất thành. Phi công Nguyễn Văn Cử đào thoát sang Campuchia xin tỵ nạn chính trị. Phi công Phạm Phú Quốc bị bắn hạ và bị bắt. Vì sự biến này, chính quyền đã mở cuộc truy quét và bắt giữ nhiều đảng viên trong đó có Nguyễn Tường Tam.
Ngày 8 tháng 7 năm 1963, tòa án quân sự đặc biệt được thành lập để xét xử những người liên can tới vụ đảo chính 1960 và vụ binh biến năm 1962. Nhiều đảng viên bị xử với nhiều mức án khác nhau. Riêng Nguyễn Tường Tam tự sát, để lại di ngôn nổi tiếng: "Đời tôi để lịch sử xử, tôi không chịu để ai xử tôi cả".

### Giai đoạn 1964–1975
Sau đảo chính 1963, cả Việt Quốc và Đại Việt bắt đầu phục hồi lại. Đặc biệt, trong giai đoạn 1964–1965, liên minh 2 đảng tham gia trong chính quyền Việt Nam Cộng hòa với Phó thủ tướng Nguyễn Tôn Hoàn và Thủ tướng Phan Huy Quát. Vũ Hồng Khanh sau khi được thả cố khôi phục lại địa vị lãnh đạo nhưng Đảng bị phân hóa, chia thành 3 nhóm chính:
- Kỳ bộ Việt Nam Quốc dân Đảng do Nguyễn Đình Lương lãnh đạo, chủ lực ở Quảng Nam, Quảng Ngãi và Quảng Tín với khoảng 50.000 đảng viên;[28]
- Trung ương Việt Nam Quốc dân Đảng do Vũ Hồng Khanh và Phạm Thái lãnh đạo, chủ yếu ở Sài Gòn;
- Xứ bộ Miền Nam Việt Nam Quốc dân Đảng do Nguyễn Hòa Hiệp và Trần Văn Tuyên lãnh đạo, chủ lực ở Tiền Giang và Hậu Giang[29] với khoảng 95.000 đảng viên.[28]

Tuy nhiên, khi chính quyền thuộc về tay nhóm các tướng trẻ, cả Đại Việt lẫn Việt Quốc đều bị hạn chế lực lượng, không thể phát triển mạnh mẽ và chỉ còn là một đảng đối lập thiểu số trong Quốc hội Việt Nam Cộng hòa. Điển hình là trong cuộc bầu cử Đệ Nhị Cộng hòa Việt Nam năm 1967, Việt Nam Quốc dân Đảng chỉ chiếm được một ghế ở Thượng viện. Ở Hạ viện, đảng có 9 đảng viên là dân biểu trên tổng số 127 dân biểu.

### Giai đoạn sau 1975
Sau năm 1975, nhiều đảng viên di tản ra nước ngoài. Tổ chức trong nước hoàn toàn tan rã. Từ năm 1980, các đảng viên cũ và các đảng viên mới gia nhập ở nước ngoài đã tìm cách tổ chức lại đảng ở hải ngoại. Ngày 25 tháng 11 năm 1994, các đảng viên đã tổ chức việc thống nhất các hệ phái, tổ chức và hành động để thực hiện cương lĩnh của đảng kể từ lúc mới thành lập năm 1927. Tuy nhiên, chủ yếu hoạt động vẫn chỉ giới hạn ở hình thức vận động chính trị trong các nhóm người gốc Việt tại Mỹ.

## Đảng viên nổi tiếng
- Nguyễn Thái Học: sáng lập đảng và là Chủ tịch đảng đầu tiên
- Nguyễn Thế Nghiệp: Phó Chủ tịch đảng đầu tiên, sau sáng lập phân nhánh Tân Việt Nam Quốc dân Đảng
- Nguyễn Tường Tam: sau sáng lập nhánh Đại Việt Dân chính Đảng
- Vũ Hồng Khanh: lãnh đạo đảng sau này
- Nghiêm Kế Tổ
- Nguyễn Khắc Nhu
- Phó Đức Chính
- Nhượng Tống: sau thành lập nhánh Tân Việt Nam Quốc dân Đảng
- Cô Bắc
- Cô Giang
- Đoàn Trần Nghiệp
- Hoàng Đạo
- Hoàng Thúc Gị
- Lan Khai
- Hồ Văn Mịch
- Lương Như Truật
- Nguyễn Triệu Luật
- Nguyễn Trọng Thuật
- Phạm Tuấn Tài
- Phan Kích Nam
- Tchya

### Đảng viên đổi sang Đảng Cộng sản và ủng hộ Việt Minh
- Nguyễn Bình, sau 1930
- Trần Huy Liệu, sau 1930
- Tô Hiệu, sau 1930
- Tưởng Dân Bảo, sau 1930
- Phạm Tuấn Tài, sau 1930
- Nguyễn Ngọc Xuân, sau 1930
- Phan Khôi, sau 1945
- Chu Bá Phượng, sau 1945
- Trúc Khê, sau 1945
- Và nhiều đảng viên cấp thấp khác như[31] Trịnh Khắc Giản, Phạm Văn Thóc, Phạm Nhật Tiên...

### Đảng viên thời Quốc gia Việt Nam và Việt Nam Cộng hòa
- Lưu Đức Trung: sau sáng lập Việt Nam Quốc dân Cách mệnh Liên minh
- Nguyễn Tôn Hoàn
- Phan Huy Quát
- Nguyễn Văn Lực
- Toan Ánh
- Trần Văn Tuyên